# Николај Доброљубов
Николај Александрович Доброљубов (Нижњи Новгород, 5. фебруар 1836 - Санкт Петербург, 29. новембар 1861) био је руски књижевни критичар, новинар, песник и револуционарни демократа.

## Биографија
Доброљубов је рођен у Нижњем Новгороду, где је његов отац био свештеник. Школовао се у богословији од 1848. до 1853. Сматран је чудом од стране својих учитеља на богословији и код куће је највише времена проводио у библиотеци свог оца, читајући књиге о науци и уметности. Са тринаест година почео је да пише поезију и преводи стихове римских песника, као што је, на пример, Хорације. 1853. отишао је у Санкт Петербург и уписао факултет. Након смрти својих родитеља, он је преузео одговорност за своју браћу и сестре. Радио је као учитељ и преводилац да би могао да прехрани породицу и настави студије. Велики обим посла и стрес имали су негативног утицаја на његово здравље.
Током универзитетских година, организовао је подземни демократски круг, издао рукопис новина и водио студентску борбу против реакционе универзитетске администрације. Својим песмама „На педесети рођендан Н. И. Греча“ (1854) и „Ода смрти Николаја I“ (1855) показао је непријатељски став према аутократији.
1856. је срео утицајног критичара Николаја Чернишевског и издавача Николаја Некрасова. Ускоро је почео да објављује своје радове у Некрасовом популарном часопису Савременик (рус. Современник). Године 1857, након дипломирања на универзитету, придружио се особљу часописа као шеф одељења критике. У наредне четири године написао је неколико томова важних критичких есеја. Један од његових најбољих есеја, „Шта је Обломовизам?“, настао је на основу анализе романа Обломов Ивана Гончарова.
Маја 1860, на инсистирање пријатеља, отишао је у иностранство с намером да се излечи од туберкулозе која се у међувремену још више погоршала због напорног рада. Живео је у Немачкој, Швајцарској, Француској, као и више од шест месеци у Италији, где је национални ослободилачки покрет, на челу са Гарибалдијем, био у току. Ситуација у Италији дала му је материјал за серију чланака.
У Русију се вратио јула 1861. Умро је новембра исте године, стар свега 25 година, од акутне туберкулозе. Сахрањен је поред Белинског на Волковском гробљу у Санкт Петербургу.